# Zanussi
Zanussi je italská společnost, která vyrábí elektrické spotřebiče. Založil ji Antonio Zanussi v roce 1916 v severoitalském Pordenone, v roce 1984 byla koupena firmou Electrolux. Dceřinou společností je firma Sèleco se sídlem v Terstu.